# Vuzljanka
Vuzljanka (vitryska: Вузлянка) är ett vattendrag i Belarus.   Det ligger i voblasten Minsks voblast, i den norra delen av landet, 100 km nordväst om huvudstaden Minsk.
I omgivningarna runt Vuzljanka växer i huvudsak blandskog. Runt Vuzljanka är det ganska glesbefolkat, med 26 invånare per kvadratkilometer.